# 曼費盧特

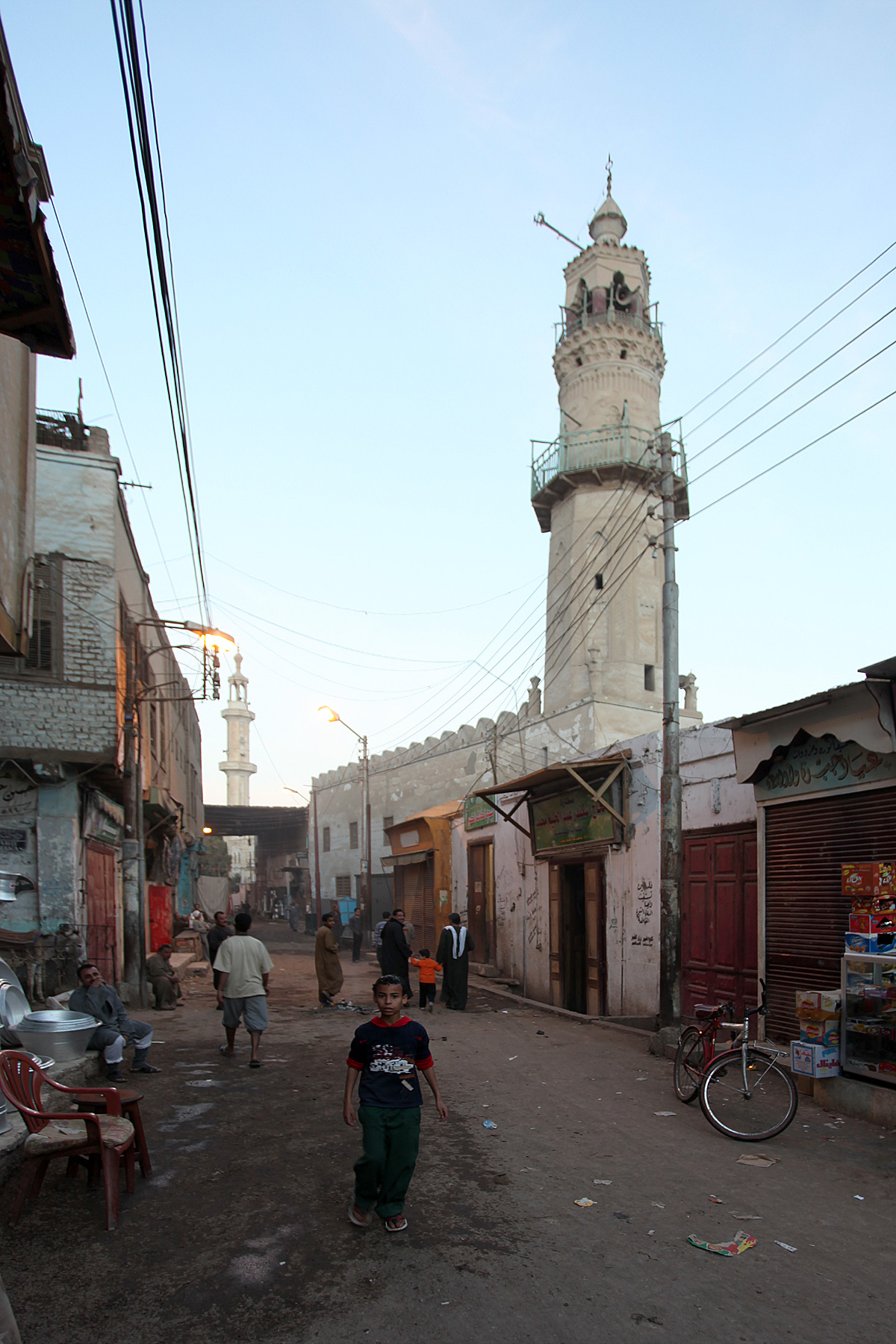
曼費盧特

曼費盧特（阿拉伯语：‎）是埃及的城鎮，由艾斯尤特省負責管轄，位於該國中東部尼羅河西岸，距離明亞約40公里，是重要的農業中心，2005年人口約84,000。